# Бургебюс (кантон)
Бургебюс (фр. Bourguébus) — упраздненный кантон во Франции, находился в регионе Нижняя Нормандия. Департамент кантона — Кальвадос. Входил в состав округа Кан. Население кантона на 2006 год составляло 22 339 человек.
Код INSEE кантона 1406. Всего в кантон Бургебюс входили 24 коммуны, из них главной коммуной являлась Бургебюс.

## Коммуны кантона
- Эран — население 594 чел.
- Бельангревиль — население 1509 чел.
- Бийи — население 330 чел.
- Бургебюс — население 1310 чел.
- Сени-о-Винь — население 297 чел.
- Шишбовиль — население 524 чел.
- Кленшан-сюр-Орн — население 1010 чел.
- Контвиль — население 96 чел.
- Фонтене-ле-Мармьон — население 1605 чел.
- Френувиль — население 1593 чел.
- Гарсель-Секвиль — население 709 чел.
- Грантвиль — население 930 чел.
- Юбер-Фоли — население 318 чел.
- Лез-ла-Виль — население 431 чел.
- Ме-сюр-Орн — население 1859 чел.
- Муль — население 1603 чел.
- Уэзи — население 233 чел.
- Пусси-ла-Кампань — население 99 чел.
- Рокканкур — население 700 чел.
- Сент-Эньян-де-Крамений — население 467 чел.
- Сент-Андре-сюр-Орн — население 1857 чел.
- Сен-Мартен-де-Фонтене — население 2068 чел.
- Солье — население 2102 чел.
- Тийи-ла-Кампань — население 95 чел.